# Il tempo di reagire
Il tempo di reagire è un brano musicale della cantante Simonetta Spiri, pubblicato il 26 maggio 2017 dall'etichetta discografica indipendente di Valerio Scanu NatyLoveYou.

## Il brano
La canzone è stata scritta da Simonetta Spiri assieme ad Emilio Munda e Mario Cianchi ed è un'esortazione a reagire e a riprendere in mano la propria vita dopo aver subito delle delusioni personali.

## Il video
Il videoclip ufficiale diretto da Stefano Bertelli esce su YouTube il 26 maggio 2017.
Nel video compare Simonetta Spiri con dietro una parete di polaroid animate che raffigurano i ricordi del suo passato.

## Tracce
Download digitale
Testi e musiche di Simonetta Spiri, Emilio Munda e Mario Cianchi; edizioni musicali Believe Digital.
1. Il tempo di reagire – 3:23